# Danh sách cầu thủ tham dự Giải bóng đá U-21 Quốc tế Báo Thanh Niên 2017
Dưới đây là danh sách đăng ký thi đấu của các đội tham dự Giải bóng đá U21 Quốc tế báo Thanh niên 2017. Các đội bóng đăng ký cầu thủ từ 16 đến 21 tuổi (sinh từ ngày 1/1/1996 đến 31/12/2001) và tối đa 20 cầu thủ trong đó ít nhất là 2 thủ môn.

## U21 Báo Thanh niên Việt Nam
Huấn luyện viên trưởng:  Trịnh Duy Quang
| 0#0 | Vị trí | Cầu thủ            | Ngày sinh và tuổi           | Câu lạc bộ |
| --- | ------ | ------------------ | --------------------------- | ---------- |
| 1   | TM     | Ngô Xuân Sơn       | 20 tháng 12, 1997 (19 tuổi) | Viettel    |
| 2   | HV     | Lê Văn Sơn         | 20 tháng 12, 1996 (20 tuổi) | HAGL       |
| 4   | HV     | Hồ Tấn Tài         | 6 tháng 11, 1997 (20 tuổi)  | BD         |
| 5   | HV     | A Sân              | 4 tháng 3, 1996 (21 tuổi)   | HAGL       |
| 6   | HV     | Nguyễn Trọng Huy   | 6 tháng 11, 1997 (20 tuổi)  | BD         |
| 7   | TV     | Triệu Việt Hưng    | 19 tháng 1, 1996 (21 tuổi)  | HAGL       |
| 8   | TV     | Hoàng Thanh Tùng   | 19 tháng 11, 1996 (21 tuổi) | HAGL       |
| 9   | TV     | Trần Ngọc Sơn      | 20 tháng 12, 1996 (20 tuổi) | Viettel    |
| 10  | TĐ     | Đinh Thanh Bình    | 19 tháng 3, 1996 (21 tuổi)  | HAGL       |
| 11  | TV     | Bùi Duy Thường     | 20 tháng 12, 1996 (20 tuổi) | Viettel    |
| 12  | TV     | Phan Thanh Hậu     | 12 tháng 1, 1997 (20 tuổi)  | HAGL       |
| 14  | TV     | Nguyễn Hoàng Đức   | 11 tháng 1, 1998 (19 tuổi)  | Viettel    |
| 15  | HV     | Đàm Tiến Dũng      | 20 tháng 12, 1996 (20 tuổi) | Viettel    |
| 16  | HV     | Nguyễn Hữu Anh Tài | 28 tháng 2, 1996 (21 tuổi)  | HAGL       |
| 17  | HV     | Nguyễn Văn Hạnh    | 19 tháng 10, 1996 (21 tuổi) | HAGL       |
| 19  | TV     | Trần Thanh Sơn     | 30 tháng 12, 1997 (19 tuổi) | HAGL       |
| 20  | TĐ     | Phan Văn Đức       | 11 tháng 4, 1996 (21 tuổi)  | SLNA       |
| 21  | HV     | Nguyễn Đức Chiến   | 20 tháng 12, 1998 (18 tuổi) | Viettel    |
| 22  | TM     | Rmah Sươ           | 22 tháng 1, 1998 (19 tuổi)  | HAGL       |
| 23  | TĐ     | Dương Văn Hào      | 15 tháng 2, 1997 (20 tuổi)  | Viettel    |

## U19 Việt Nam
Huấn luyện viên trưởng:  Trần Minh Chiến
| 0#0 | Vị trí | Cầu thủ                | Ngày sinh và tuổi | Câu lạc bộ |
| --- | ------ | ---------------------- | ----------------- | ---------- |
| 1   | TM     | Y Êli NiÊ              | 2001 (16 tuổi)    | HAGL       |
| 2   | TM     | Dương Văn Tới          | 1999 (18 tuổi)    | HAGL       |
| 4   | HV     | Thái Bá Sang           | 1999 (18 tuổi)    | SLNA       |
| 5   | HV     | Nguyễn Lý Nam Cung     | 1999 (18 tuổi)    | PVF        |
| 6   | HV     | Phạm Bá Hoàng          | 1999 (18 tuổi)    | PVF        |
| 7   | HV     | Mai Sỹ Hoàng           | 1999 (18 tuổi)    | SLNA       |
| 8   | HV     | Võ Hoàng Minh Khoa     | 1999 (18 tuổi)    | SLNA       |
| 9   | TĐ     | Trần Bảo Toàn          | 2000 (17 tuổi)    | HAGL       |
| 10  | TĐ     | Phạm Văn Luân          | 1999 (18 tuổi)    | KH         |
| 11  | HV     | Lê Văn Xuân            | 1999 (18 tuổi)    | PVF        |
| 12  | HV     | Đặng Văn Tới           | 1999 (18 tuổi)    | HN         |
| 13  | TV     | Nguyển Hồng Sơn        | 2000 (17 tuổi)    | PVF        |
| 14  | TV     | Thái Khắc Huy Hoàng    | 1999 (18 tuổi)    | SLNA       |
| 15  | TĐ     | Lê Minh Bình           | 1999 (18 tuổi)    | HAGL       |
| 16  | TV     | Nguyễn Hùng Thiên Đức  | 1999 (18 tuổi)    | SLNA       |
| 17  | TV     | Trần Bảo Toàn          | 2000 (17 tuổi)    | HAGL       |
| 18  | TV     | Trương Tiến Anh        | 1999 (18 tuổi)    | Viettel    |
| 19  | TĐ     | Nguyễn Trần Việt Cường | 1999 (18 tuổi)    | BD         |
| 20  | TV     | Nguyễn Khắc Khiêm      | 2000 (17 tuổi)    | PVF        |
| 21  | HV     | Nguyễn Xuân Kiên       | 1999 (18 tuổi)    | Viettel    |

## U21 Myanmar
Huấn luyện viên trưởng:  Kyi Lwin
| 0#0 | Vị trí | Cầu thủ            | Ngày sinh và tuổi           | Câu lạc bộ     |
| --- | ------ | ------------------ | --------------------------- | -------------- |
| 1   | TM     | Phone Thit Sar Min | 21 tháng 1, 2000 (17 tuổi)  | Shan United    |
| 2   | HV     | Kyaw Thu Tun       | 3 tháng 6, 2000 (17 tuổi)   | Yangon United  |
| 3   | HV     | Ye Yint Aung       | 26 tháng 2, 1998 (19 tuổi)  | Yadanarbon     |
| 4   | HV     | Win Moe Kyaw       | 9 tháng 10, 1996 (21 tuổi)  | Magwe          |
| 5   | HV     | Than Htike Zin     | 3 tháng 6, 1999 (18 tuổi)   | Đội I.S.P.E-A  |
| 6   | TV     | Myat Kaung Khant   | 15 tháng 7, 2000 (17 tuổi)  | Team Phoenix   |
| 7   | TV     | Zayar Naing        | 28 tháng 8, 1998 (19 tuổi)  | Magwe          |
| 8   | TV     | Kyaw Myint Win     | 3 tháng 6, 2000 (17 tuổi)   | Yangon United  |
| 9   | TĐ     | Shwe Ko            | 13 tháng 1, 1998 (19 tuổi)  | Shan United    |
| 10  | TĐ     | Aee Soe            | 10 tháng 12, 1999 (18 tuổi) | Yangon United  |
| 11  | TV     | Zwe Thet Paing     | 3 tháng 6, 2000 (17 tuổi)   | Yangon United  |
| 12  | HV     | Hein Htet Sithu    | 23 tháng 4, 1999 (18 tuổi)  | Yangon United  |
| 14  | HV     | Thu Rain Soe       | 3 tháng 6, 2000 (17 tuổi)   | Yangon United  |
| 15  | HV     | Thet Paing Htwe    | 16 tháng 3, 2000 (17 tuổi)  | Team Phoenix   |
| 16  | TĐ     | Zin Min Tun        | 5 tháng 10, 2001 (16 tuổi)  | Magwe          |
| 17  | TV     | Myat Tun Thit      | 15 tháng 1, 1998 (19 tuổi)  | Shan United    |
| 18  | TM     | Tun Nanda Oo       | 18 tháng 4, 1999 (18 tuổi)  | Trẻ Myawady    |
| 19  | HV     | Hein Htet Aung     | 3 tháng 6, 2000 (17 tuổi)   | Yangon United  |
| 20  | TV     | Soe Lwin Lwin      | 1 tháng 6, 1999 (18 tuổi)   | Shan United    |
| 21  | TĐ     | Ti Nyain Min       | 3 tháng 5, 2000 (17 tuổi)   | Rakhine United |

## U21 Thái Lan
Huấn luyện viên trưởng:  Julian Marin Bazalo
| 0#0 | Vị trí | Cầu thủ                 | Ngày sinh và tuổi           | Câu lạc bộ            |
| --- | ------ | ----------------------- | --------------------------- | --------------------- |
| 1   | TM     | Chakhon Philakhlang     | 8 tháng 3, 1998 (19 tuổi)   | Chonburi              |
| 2   | HV     | Tawatchai Kuammungkun   | 3 tháng 5, 1997 (20 tuổi)   | BEC Tero Sasana       |
| 3   | HV     | Srayut Sompim           | 23 tháng 3, 1997 (20 tuổi)  | Bangkok United        |
| 4   | HV     | Chartchai Seangdao      | 13 tháng 7, 1997 (20 tuổi)  | Bangkok               |
| 5   | HV     | Peerawat Akkatham       | 3 tháng 12, 1998 (19 tuổi)  | Buriram United        |
| 6   | HV     | Siripong Kongjaopha     | 4 tháng 3, 1997 (20 tuổi)   | Bangkok United        |
| 7   | TV     | Wisarut Imaura          | 18 tháng 10, 1997 (20 tuổi) | Bangkok United        |
| 8   | TV     | Suksan Mungpao          | 5 tháng 3, 1997 (20 tuổi)   | Udon Thani            |
| 9   | TĐ     | Nattawut Suksum         | 6 tháng 11, 1997 (20 tuổi)  | Bangkok United        |
| 10  | TV     | Kanarin Thawornsak      | 27 tháng 5, 1997 (20 tuổi)  | Ratchaburi Mitr Phol  |
| 11  | TĐ     | Sirimongkhon Jitbanjong | 8 tháng 8, 1997 (20 tuổi)   | Suphanburi            |
| 12  | HV     | Jaturapat Sattham       | 15 tháng 1, 1999 (18 tuổi)  | Chainat Hornbill      |
| 13  | TV     | Autthagowit Jantod      | 22 tháng 10, 1997 (20 tuổi) | Chainat Hornbill      |
| 14  | TV     | Thunpisit Kukalamo      | 27 tháng 5, 1997 (20 tuổi)  | Ubon UMT United       |
| 15  | TV     | Oscar Kahl              | 17 tháng 10, 1997 (20 tuổi) | Bangkok United        |
| 16  | TĐ     | Rittidet Phensawat      | 21 tháng 3, 1997 (20 tuổi)  | Thai Honda Ladkrabang |
| 17  | TV     | Sorawit Panthong        | 20 tháng 2, 1997 (20 tuổi)  | Sisaket               |
| 18  | TM     | Korraphat Narichan      | 7 tháng 10, 1997 (20 tuổi)  | Bangkok Glass         |
| 19  | TĐ     | Settawut Wongsai        | 7 tháng 5, 1997 (20 tuổi)   | Chonburi              |
| 20  | TV     | Eakkanit Punya          | 21 tháng 10, 1997 (20 tuổi) | Chiangrai City        |

## U21 Yokohama
Huấn luyện viên trưởng:  Ono Shingi
| 0#0 | Vị trí | Cầu thủ           | Ngày sinh và tuổi           | Câu lạc bộ  |
| --- | ------ | ----------------- | --------------------------- | ----------- |
| 26  | TM     | Ichikawa Akinori  | 19 tháng 10, 1998 (19 tuổi) | Yokohama FC |
| 32  | TM     | Ouchi Issei       | 8 tháng 9, 2000 (17 tuổi)   | Yokohama FC |
| 2   | HV     | Abe Takashi       | 21 tháng 10, 1997 (20 tuổi) | Yokohama FC |
| 3   | HV     | Hashimoto Kento   | 21 tháng 10, 1997 (20 tuổi) | Yokohama FC |
| 4   | HV     | Kamiyama Kyousuke | 21 tháng 10, 1997 (20 tuổi) | Yokohama FC |
| 6   | HV     | Yamaguchi Syota   | 21 tháng 10, 1997 (20 tuổi) | Yokohama FC |
| 13  | HV     | Fujitomi Ryouna   | 21 tháng 10, 1997 (20 tuổi) | Yokohama FC |
| 8   | TV     | Yasunaga Reo      | 21 tháng 10, 1997 (20 tuổi) | Yokohama FC |
| 15  | TV     | Okamoto Tuki      | 21 tháng 10, 1997 (20 tuổi) | Yokohama FC |
| 16  | TV     | Ochiai Syoya      | 21 tháng 10, 1997 (20 tuổi) | Yokohama FC |
| 22  | TV     | Iizawa Ryosuke    | 21 tháng 10, 1997 (20 tuổi) | Yokohama FC |
| 28  | TV     | Maejima Yota      | 21 tháng 10, 1997 (20 tuổi) | Yokohama FC |
| 29  | TV     | Yamamoto Ryotaro  | 7 tháng 12, 1998 (19 tuổi)  | Yokohama FC |
| 7   | TĐ     | Saito Koki        | 21 tháng 10, 1997 (20 tuổi) | Yokohama FC |
| 9   | TĐ     | Matsuoka Rimu     | 22 tháng 7, 1998 (19 tuổi)  | Yokohama FC |
| 21  | TĐ     | Hiramatsu Koki    | 21 tháng 10, 1997 (20 tuổi) | Yokohama FC |
| 27  | TĐ     | Saito Kosuke      | 16 tháng 6, 1997 (20 tuổi)  | Yokohama FC |